# البطولة الوطنية التونسية 1965–66
الدوري التونسي لكرة القدم 1965-1966 هو الموسم رقم 11 من الرابطة التونسية المحترفة الأولى لكرة القدم. أفضل 16 ناديا تونسيا يلعبون فيما بينهم ذهابا وإيابا.

فاز بهذا الموسم النجم الرياضي الساحلي، وجاء ثانيا النادي الرياضي الصفاقسي وثالثا المستقبل الرياضي بالمرسى.